# Saulxerotte
Saulxerotte é uma comuna francesa na região administrativa de Grande Leste, no departamento de Meurthe-et-Moselle. Estende-se por uma área de 3,15 km². Em 2010 a comuna tinha 104 habitantes (densidade: 33 hab./km²).